# Färöische Fußballmeisterschaft 2015
Die Färöische Fußballmeisterschaft 2015 war die 73. Saison der höchsten färöischen Fußballliga. Die Liga heißt offiziell Effodeildin nach dem Hauptsponsor, dem Energieunternehmen Effo. Sie startete am 1. März 2015, der früheste Beginn überhaupt, und endete am 3. Oktober 2015.
Die Aufsteiger TB Tvøroyri und FC Suðuroy kehrten nach einem beziehungsweise zwei Jahren in die höchste Spielklasse zurück.  Meister wurde Titelverteidiger B36 Tórshavn, die den Titel somit zum elften Mal erringen konnten. Absteigen mussten hingegen FC Suðuroy und EB/Streymur nach einem beziehungsweise 15 Jahren Erstklassigkeit.
Im Vergleich zur Vorsaison verbesserte sich die Torquote auf 3,51 pro Spiel, was den höchsten Schnitt seit 2011 bedeutete. Den höchsten Sieg erzielte NSÍ Runavík mit einem 8:0 im Auswärtsspiel gegen EB/Streymur am 13. Spieltag. Das torreichste Spiel absolvierten Víkingur Gøta und TB Tvøroyri mit einem 7:2 am 18. Spieltag.

## Modus
In der Effodeildin spielte jede Mannschaft an 27 Spieltagen jeweils drei Mal gegeneinander. Aufgrund der Vorjahresplatzierung trugen B36 Tórshavn, HB Tórshavn, Víkingur Gøta, NSÍ Runavík und EB/Streymur ein zusätzliches Heimspiel aus. Die punktbeste Mannschaft zu Saisonende wurde Meister und nahm an der Qualifikation zur Champions League teil, während die letzten beiden Mannschaften in die 1. Deild, die färöische Zweitklassigkeit, absteigen mussten.

## Saisonverlauf

### Meisterschaftsentscheidung
Mit zehn Siegen aus den ersten 13 Spielen setzte sich NSÍ Runavík von Anfang an an die Spitze, lediglich die Auswärtsspiele am dritten Spieltag gegen B36 Tórshavn sowie am achten Spieltag gegen Víkingur Gøta wurden mit 0:3 beziehungsweise 1:5 verloren, dennoch betrug der Vorsprung vor B36, die bis dato nur am achten Spieltag bei der 1:3-Auswärtsniederlage gegen ÍF Fuglafjørður punktlos blieben bereits fünf Punkte. Nach vier Spielen ohne Sieg zog B36 an NSÍ vorbei. Vom 15. bis zum 24. Spieltag blieb B36 ohne Punktverlust, so dass die Meisterschaft bereits nach dem 24. Spieltag und einem 2:1-Heimsieg gegen TB Tvøroyri zugunsten von B36 entschieden war, da NSÍ nicht über ein 0:0 im Heimspiel gegen HB Tórshavn hinaus kam.

### Abstiegskampf
EB/Streymur musste bis zum zehnten Spieltag auf den ersten Sieg, einem 2:1-Auswärtserfolg gegen AB Argir, warten, ab dem achten Spieltag, zuvor war die Mannschaft noch punktgleich mit FC Suðuroy, belegten sie durchgängig den letzten Platz. Es dauerte wiederum bis zum 24. Spieltag, als der nächste Sieg eingefahren werden konnte, das 2:1 im Heimspiel gegen Víkingur Gøta reichte jedoch nicht mehr aus, da der direkte Konkurrent AB Argir mit 2:1 gegen FC Suðuroy erfolgreich war und der Abstand zum Achtplatzierten somit nicht mehr aufzuholen war.
AB Argir spielte die ersten fünf Partien unentschieden und verlor die nächsten drei. Am 19. Spieltag gelang durch einen 4:0-Auswärtssieg gegen EB/Streymur der erste Sieg. FC Suðuroy wiederum verlor die ersten fünf Spiele, der 3:1-Heimsieg gegen AB Argir brachte die ersten drei Punkte ein. Es folgten drei weitere Siege, so dass am 14. Spieltag fünf Punkte Abstand zum Tabellenneunten AB Argir vorlagen, nach dem 18. Spieltag waren es sechs Punkte. Am 22. Spieltag zog AB erstmals an FC Suðuroy durch einen 3:0-Heimsieg gegen TB Tvøroyri aufgrund der besseren Tordifferenz vorbei, durch zwei weitere Siege konnte der Abstand auf drei Punkte erhöht werden. FC Suðuroy kam noch auf zwei Punkte heran und hatte bis zum letzten Spieltag die Chance auf den Klassenerhalt. Durch einen Sieg im Auswärtsspiel gegen HB Tórshavn wäre dieser erreicht worden, das Spiel wurde jedoch mit 0:2 verloren. AB Argir reichte somit eine 0:1-Heimniederlage gegen NSÌ Runavík zum Verbleib in der ersten Liga.

## Vereine
In Klammern sind bei mehreren aufgeführten Stadien die Anzahl der dort ausgetragenen Spiele angegeben.
| Mannschaft      | Stadion              | Spielort     |
| --------------- | -------------------- | ------------ |
| AB Argir        | Skansi Arena         | Argir        |
| B36 Tórshavn    | Gundadalur           | Tórshavn     |
| EB/Streymur     | við Margáir (12)     | Streymnes    |
| EB/Streymur     | Undir Mýruhjalla (2) | Skáli        |
| FC Suðuroy      | Á Eiðinum            | Vágur        |
| HB Tórshavn     | Gundadalur           | Tórshavn     |
| ÍF Fuglafjørður | í Fløtugerði (11)    | Fuglafjørður |
| ÍF Fuglafjørður | Sarpugerði (2)       | Norðragøta   |
| KÍ Klaksvík     | Við Djúpumýrar       | Klaksvík     |
| NSÍ Runavík     | við Løkin            | Runavík      |
| TB Tvøroyri     | við Stórá            | Trongisvágur |
| Víkingur Gøta   | Sarpugerði           | Norðragøta   |

## Abschlusstabelle
| Pl. | Verein            | Sp. | S  | U  | N  | Tore    | Diff. | Punkte |
| --- | ----------------- | --- | -- | -- | -- | ------- | ----- | ------ |
| 1.  | B36 Tórshavn (M)  | 27  | 18 | 7  | 2  | 060:250 | +35   | 61     |
| 2.  | NSÍ Runavík       | 27  | 16 | 6  | 5  | 072:370 | +35   | 54     |
| 3.  | Víkingur Gøta (P) | 27  | 15 | 8  | 4  | 068:350 | +33   | 53     |
| 4.  | HB Tórshavn       | 27  | 11 | 10 | 6  | 043:310 | +12   | 43     |
| 5.  | KÍ Klaksvík       | 27  | 11 | 8  | 8  | 050:410 | +9    | 41     |
| 6.  | ÍF Fuglafjørður   | 27  | 5  | 12 | 10 | 044:550 | −11   | 27     |
| 7.  | TB Tvøroyri (N)   | 27  | 4  | 14 | 9  | 036:470 | −11   | 26     |
| 8.  | AB Argir          | 27  | 4  | 12 | 11 | 034:420 | −8    | 24     |
| 9.  | FC Suðuroy (N)    | 27  | 6  | 4  | 17 | 039:680 | −29   | 22     |
| 10. | EB/Streymur       | 27  | 2  | 5  | 20 | 027:920 | −65   | 11     |

Platzierungskriterien: 1. Punkte – 2. Tordifferenz – 3. geschossene Tore

| (M) | Meister 2014                     |
| (P) | Pokalsieger 2014                 |
| (N) | Aufsteiger aus der 1. Deild 2014 |

## Kreuztabelle
|                 | AB Argir | AB Argir | B36 Tórshavn | B36 Tórshavn | EB/Streymur | EB/Streymur | FC Suðuroy | FC Suðuroy | HB Tórshavn | HB Tórshavn | ÍF Fuglafjørður | ÍF Fuglafjørður | KÍ Klaksvík | KÍ Klaksvík | NSÍ Runavík | NSÍ Runavík | TB Tvøroyri | TB Tvøroyri | Víkingur Gøta | Víkingur Gøta |
| --------------- | -------- | -------- | ------------ | ------------ | ----------- | ----------- | ---------- | ---------- | ----------- | ----------- | --------------- | --------------- | ----------- | ----------- | ----------- | ----------- | ----------- | ----------- | ------------- | ------------- |
| AB Argir        |          |          | 1:3          | −            | 1:2         | −           | 2:1        | −          | 0:1         | −           | 1:1             | 2:2             | 0:4         | −           | 1:2         | 0:1         | 1:1         | 3:0         | 0:0           | 0:0           |
| B36 Tórshavn    | 1:1      | 2:2      |              |              | 1:1         | −           | 1:0        | −          | 1:1         | −           | 4:0             | −               | 1:0         | 2:1         | 3:0         | 3:0         | 3:0         | 2:1         | 3:3           | 1:0           |
| EB/Streymur     | 0:0      | 0:4      | 0:2          | 0:5          |             |             | 3:5        | −          | 0:3         | −           | 2:2             | 0:3             | 4:4         | −           | 0:8         | −           | 0:3         | 2:2         | 1:2           | 2:1           |
| FC Suðuroy      | 3:1      | 1:1      | 1:3          | 1:3          | 2:1         | 3:2         |            |            | 1:2         | −           | 5:2             | −               | 0:2         | −           | 1:3         | −           | 1:3         | 2:2         | 1:3           | −             |
| HB Tórshavn     | 2:2      | 3:1      | 1:3          | 1:2          | 4:2         | 6:0         | 0:0        | 2:0        |             |             | 1:0             | −               | 3:1         | −           | 1:1         | −           | 0:0         | 2:2         | 2:1           | −             |
| ÍF Fuglafjørður | 3:3      | −        | 3:1          | 1:3          | 4:1         | −           | 2:3        | 3:3        | 1:1         | 2:2         |                 |                 | 3:1         | 1:1         | 0:3         | −           | 2:0         | −           | 1:3           | −             |
| KÍ Klaksvík     | 2:1      | 1:3      | 2:1          | −            | 4:0         | 6:1         | 3:0        | 2:1        | 0:2         | 2:0         | 0:0             | −               |             |             | 3:3         | −           | 1:0         | −           | 3:2           | −             |
| NSÍ Runavík     | 2:1      | −        | 2:2          | −            | 5:1         | 6:0         | 6:1        | 5:1        | 2:0         | 0:0         | 3:1             | 5:1             | 3:0         | 4:1         |             |             | 0:0         | −           | 2:4           | −             |
| TB Tvøroyri     | 1:1      | −        | 1:3          | −            | 3:2         | −           | 4:1        | −          | 1:1         | −           | 1:1             | 1:1             | 1:1         | 1:1         | 2:3         | 2:2         |             |             | 2:2           | 0:2           |
| Víkingur Gøta   | 3:1      | −        | 1:1          | −            | 3:0         | −           | 4:0        | 3:1        | 3:0         | 3:2         | 2:2             | 4:2             | 3:3         | 1:1         | 5:1         | 3:1         | 7:2         | −           |               |               |

## Torschützenliste
Bei gleicher Anzahl von Treffern sind die Spieler nach dem Nachnamen alphabetisch geordnet.
| Pl. | Name                     | Team          | Tore |
| --- | ------------------------ | ------------- | ---- |
| 01. | Klæmint Olsen            | NSÍ Runavík   | 21   |
| 02. | Finnur Justinussen       | Víkingur Gøta | 15   |
| 03. | Pól Jóhannus Justinussen | NSÍ Runavík   | 12   |
| 03. | Andreas Olsen            | Víkingur Gøta | 12   |
| 05. | Heðin Klakstein          | KÍ Klaksvík   | 11   |
| 05. | Jón Krosslá Poulsen      | FC Suðuroy    | 11   |
| 07. | Albert Adu               | TB Tvøroyri   | 10   |
| 07. | Łukasz Cieślewicz        | B36 Tórshavn  | 10   |
| 07. | Árni Frederiksberg       | NSÍ Runavík   | 10   |
| 10. | Hans Pauli Samuelsen     | B36 Tórshavn  | 09   |

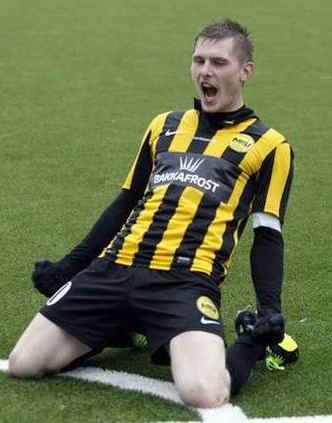
Torschützenkönig Klæmint Olsen

Dies war nach 2013 und 2014 der dritte Titel für Klæmint Olsen.

## Trainer
| Mannschaft      | Trainer              | Spieltage |
| --------------- | -------------------- | --------- |
| AB Argir        | Oddbjørn Joensen     | 01–14     |
| AB Argir        | Sámal Erik Hentze    | 15–27     |
| B36 Tórshavn    | Eyðun Klakstein      | 01–27     |
| EB/Streymur     | Eliesar Olsen        | 01–27     |
| FC Suðuroy      | Jón Pauli Olsen      | 01–27     |
| HB Tórshavn     | Heðin Askham         | 01–20     |
| HB Tórshavn     | Milan Ćimburović     | 21–27     |
| ÍF Fuglafjørður | Aleksandar Jovević   | 01–23     |
| ÍF Fuglafjørður | Jákup Mikkelsen      | 24–27     |
| KÍ Klaksvík     | Mikkjal Thomassen    | 01–27     |
| NSÍ Runavík     | Trygvi Mortensen     | 01–27     |
| TB Tvøroyri     | Páll Guðlaugsson     | 01–27     |
| Víkingur Gøta   | Sigfríður Clementsen | 01–27     |

Während der Saison gab es drei Trainerwechsel. AB Argir verbesserte sich daraufhin um eine Position, für HB Tórshavn und ÍF Fuglafjørður hatte der Wechsel keine Auswirkungen auf die Tabellenposition.

## Schiedsrichter
Folgende Schiedsrichter, darunter auch zwei aus Dänemark und jeweils einer aus Island, Norwegen und Schweden, leiteten die 135 Erstligaspiele:
| Name                         | Stammverein   | Spiele |
| ---------------------------- | ------------- | ------ |
| Petur Reinert                | Víkingur Gøta | 24     |
| Lars Müller                  | Royn Hvalba   | 21     |
| Eiler Rasmussen              | AB Argir      | 20     |
| Alex Troleis                 | B68 Toftir    | 19     |
| Rúni Gaardbo                 | B68 Toftir    | 17     |
| Páll Augustinussen           | FC Suðuroy    | 14     |
| Kári Jóannesarson á Høvdanum | Víkingur Gøta | 14     |
| Sigurd Kringstad             | –             | 01     |
| Benjamin Leander             | –             | 01     |
| Kaspar Sjöberg               | –             | 01     |
| Valgeir Valgeirsson          | –             | 01     |
| Benjamin Willaume Jantzen    | –             | 01     |

## Die Meistermannschaft
In Klammern sind die Anzahl der Einsätze sowie die dabei erzielten Tore genannt.
| 1. | B36 Tórshavn |
|    | Hørður Askham (12/1) \| Trygvi Askham (4/0) \| Jákup á Borg (19/7) \| Robert Heðin Brockie (2/0) \| Ibrahima Camara (16/5) \| Łukasz Cieślewicz (23/10) \| Gestur Dam (22/2) \| Karl Martin E. Danielsen (1/0) \| Andrias Eriksen (25/3) \| Høgni Eysturoy (24/6) \| Odmar Færø (27/1) \| Benjamin Heinesen (18/2) \| Róaldur Jakobsen (26/3) \| Philip Lund (7/4) \| Alex Mellemgaard (10/1) \| Jónas Þór Næs (11/0) \| Árni Nielsen (12/1) \| Eli F. Nielsen (24/1) \| Bjarni Petersen (1/0) \| Pætur Petersen (3/0) \| Hans Pauli Samuelsen (27/9) \| Rasmus Dan Sørensen (2/0) \| Tórður Thomsen (24/0) \| Hanus Thorleifsson (20/3) ohne Einsatz: Egin Høgnesen \| Thomas Knudsen \| Magnus Emil Poulsen - Trainer: Eyðun Klakstein |

## Auszeichnungen
Nach dem Saisonende gaben die Kapitäne und Trainer der zehn Ligateilnehmer sowie Pressemitglieder ihre Stimmen zur Wahl der folgenden Auszeichnungen ab:
- Spieler des Jahres: Łukasz Cieślewicz (B36 Tórshavn)
- Torhüter des Jahres: Tórður Thomsen (B36 Tórshavn)
- Abwehrspieler des Jahres: Odmar Færø (B36 Tórshavn)
- Mittelfeldspieler des Jahres: Łukasz Cieślewicz (B36 Tórshavn)
- Stürmer des Jahres: Klæmint Olsen (NSÍ Runavík)
- Trainer des Jahres: Eyðun Klakstein (B36 Tórshavn)
- Nachwuchsspieler des Jahres: Jóannes Bjartalíð (KÍ Klaksvík)

Zusätzlich wurde folgende Elf des Jahres gewählt:
Tor: Tórður Thomsen (B36 Tórshavn)
Abwehr: Høgni Eysturoy (B36 Tórshavn), Odmar Færø (B36 Tórshavn), Atli Gregersen (Víkingur Gøta), Pól Jóhannus Justinussen (NSÍ Runavík)
Mittelfeld: Árni Frederiksberg (NSÍ Runavík), Sølvi Vatnhamar (Víkingur Gøta), Łukasz Cieślewicz (B36 Tórshavn), Hans Pauli Samuelsen (B36 Tórshavn)
Sturm: Klæmint Olsen (NSÍ Runavík), Finnur Justinussen (Víkingur Gøta)

## Nationaler Pokal
Im Landespokal gewann Víkingur Gøta mit 3:0 gegen NSÍ Runavík. Meister B36 Tórshavn schied im Halbfinale mit 1:0 und 0:2 gegen Víkingur Gøta aus.

## Europapokal
2015/16 spielte B36 Tórshavn als Meister des Vorjahres in der 1. Qualifikationsrunde zur Champions League und schied mit 1:2 und 1:4 gegen The New Saints FC (Wales) aus.
HB Tórshavn spielte in der 1. Qualifikationsrunde zur UEFA Europa League gegen FK Trakai (Litauen), die sich mit 3:0 und 4:1 durchsetzten.
Víkingur Gøta spielte als Pokalsieger des Vorjahres in der 1. Qualifikationsrunde zur UEFA Europa League gegen Rosenborg Trondheim (Norwegen) und unterlag nach einem 0:2 und 0:0.
NSÍ Runavík spielte ebenfalls in der 1. Qualifikationsrunde zur UEFA Europa League gegen Linfield FC (Nordirland). Nach einem 0:2 im Hinspiel konnte im Rückspiel ein 4:3-Sieg erreicht werden, was dennoch das Ausscheiden bedeutete.